# Microcyclops pumilis
Microcyclops pumilis – gatunek widłonoga z rodziny Cyclopidae,. Nazwa naukowa tego gatunku skorupiaków została opublikowana w 1985 roku przez amerykańskich hydrobiologów Roberta W. Pennaka i Jamesa V. Warda. Gatunek ten został ujęty w Katalogu Życia.